# 斯坦納鎮區 (北達科他州赫廷傑縣)
斯坦納鎮區（英語：Steiner Township）是位於美國北達科他州赫廷傑縣的一個鎮區。

## 地方資料
斯坦納鎮區的面積為90.83平方千米，當中陸地面積為90.73平方千米，而水域面積為0.10平方千米。根據2020年美國人口普查的數據，當地共有人口29人，而人口密度為每平方千米0.32人。